# 井山
井山（いやま）は、愛知県豊田市（旧稲武町）と北設楽郡設楽町との境界にある山。標高1,195m。

## 地理
東側を茶臼山高原道路が通っており、面ノ木ICのある天狗棚の近くになる。天竜奥三河国定公園の面ノ木園地から、車道が山頂まで通っている。北側の山麓には名古屋市稲武野外教育センターがあり、井山川沿いにハイキングコースが整備されている。
以前は山頂一帯が面ノ木牧場になっていて、サフォーク種の羊の放牧場になっていたが、現在は牧場は閉鎖され風力発電の風車が3基建設されている。山頂には電波塔も建てられており、遮るもののない大展望が開けている。

## 写真集

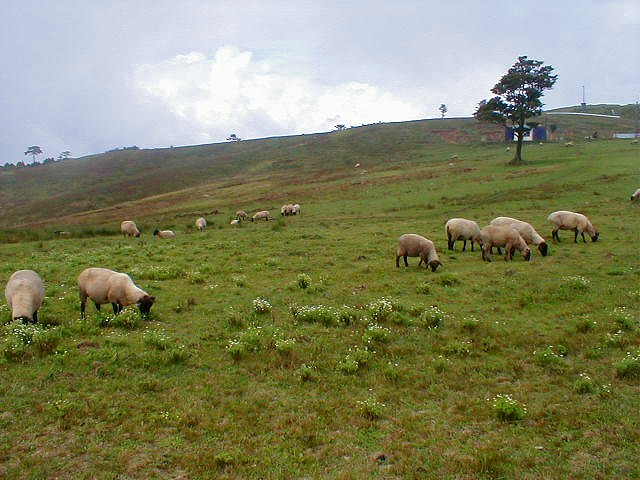
かつての面ノ木羊牧場 （2002年（平成14年）8月）
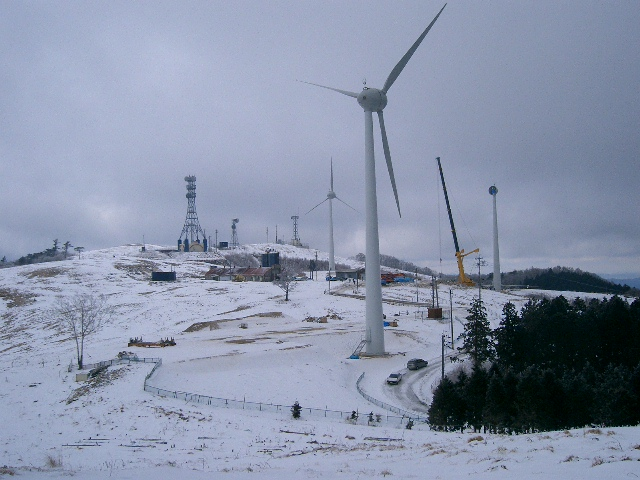
建設中の面ノ木風力発電所 （2005年（平成17年）1月）
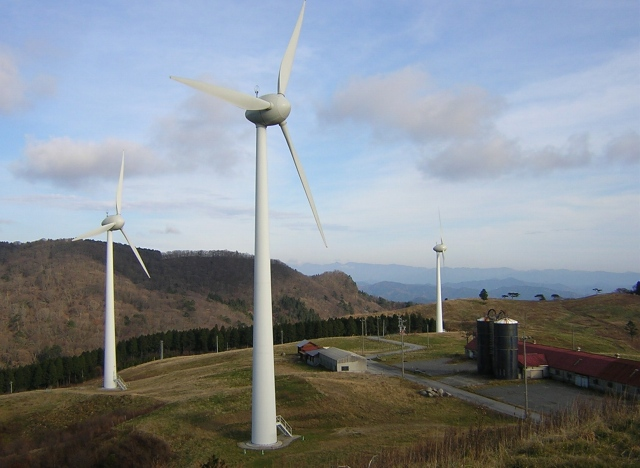
面ノ木風力発電所 （2006年（平成18年）11月）
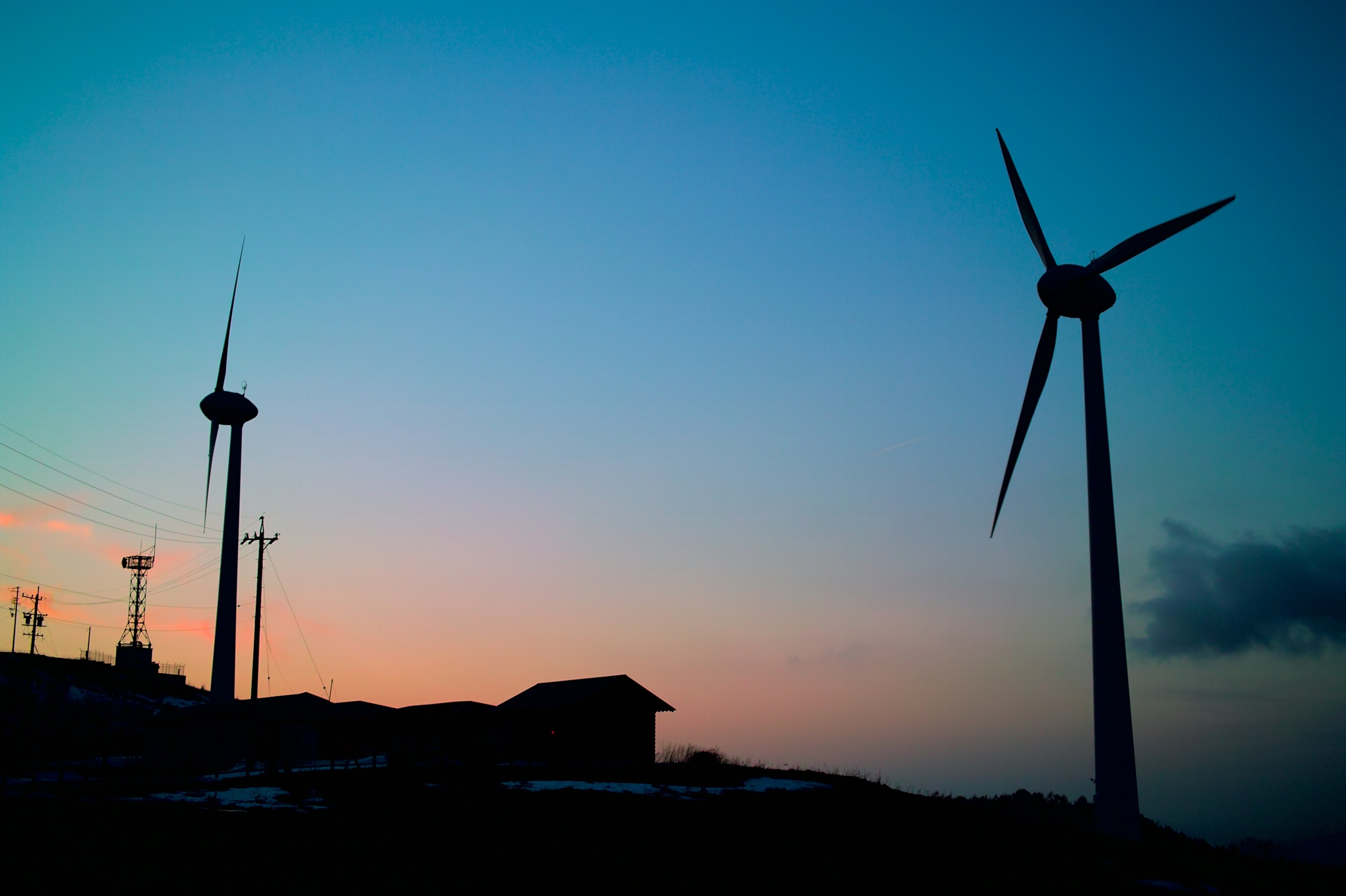
面ノ木風力発電所 （2011年（平成23年）2月）
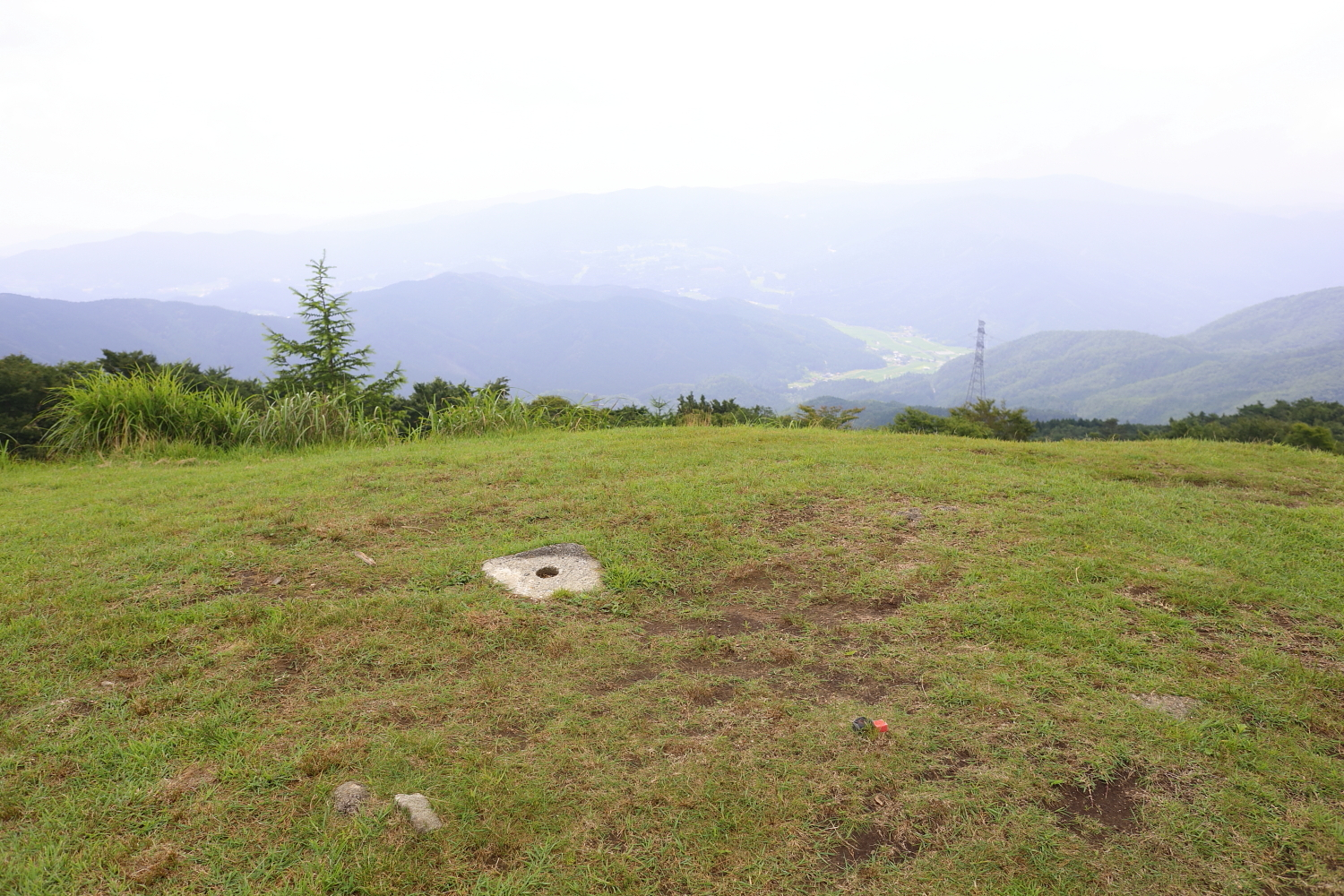
井山山頂 （2019年（令和元年）8月）